# Río El Lingue
Río El Lingue är ett  vattendrag   i Chile.   Det ligger i regionen Región de Los Lagos, i den södra delen av landet, 700 km söder om huvudstaden Santiago de Chile.
I omgivningen kring Río El Lingue växer i huvudsak blandskog och området är glesbefolkat, med 10 invånare per kvadratkilometer.